# كوداي فوجي
كوداي فوجي (باليابانية: 藤井 航大) (13 يناير 1991 في توياما في اليابان – )؛ هو لاعب كرة قدم ياباني سابق كان يلعب كلاعب وسط.

## وصلات خارجية
- كوداي فوجي على موقع رابطة كرة القدم اليابانية للمحترفين (اليابانية)
- كوداي فوجي على موقع قاعدة بيانات كرة القدم.إي يو (الإنجليزية)
- كوداي فوجي على موقع Soccerway.com (الإنجليزية)
- كوداي فوجي على موقع عالم كرة القدم.نت (الإنجليزية)